# Anillo (signo diacrítico)
El anillo ‹◌̊› es un diacrítico del alfabeto latino, empleado en diversas lenguas. Las principales lenguas que la emplean son las lenguas escandinavas continentales. Es una antigua ligadura abraviadora. Su símbolo es °.

## Uso

### Idioma checo
Se utiliza sobre la vocal u en checo (ů) para denotar una u larga [uː], como en stůl [stuːl] («mesa»). No se encuentra al inicio de las palabras, donde se prefiere usar el acento agudo, que es la forma genérica del checo para representar las vocales largas ú [uː].

### Idioma  danés y noruego
En danés y en noruego, "Aa" es considerado equivalente a "Å" (para mayúsculas; "aa" equivalente para minúsculas de "å"), sobre todo si se escribe en un teclado, dónde Å/å no estén disponibles. Es además una forma muy común en nombres antiguos, sean geográficos o de personas. En general, los primeros han sido re-adaptados, pero los segundos no (véase por ejemplo, el caso de Ivar Aasen, padre del nynorsk).

### Idioma sueco
Å es una  preposición  que significa de un lado y del otro lado. (å ena sidan […] å andra sidan).

### En otros idiomas
En chamorro Å representa el fonema /ɑ/.
En emiliano-romañolo Å representa el fonema /ʌ/.